# Roewe Marvel X
Le Roewe Marvel R et son prédécesseur, le Roewe Marvel X, sont des SUV multisegments électriques compacts fabriqués par le constructeur chinois SAIC pour sa marque Roewe. Le Roewe Marvel X a été lancé en 2018 et se positionne au-dessus du Roewe RX5 et en dessous du Roewe RX8. Le modèle est profondément restylé en 2020 et vendu sous le nom de R Marvel R qui est exporté en Europe depuis 2021 sous le nom de MG Marvel R.
Le Marvel R est positionné dans le cadre de la R-Line, qui est une sous-marque NEV premium de Roewe par SAIC et est représenté par le logo "R".